# کشاورزی حفاظتی
کشاورزی حفاظتی (به انگلیسی: Conservation agriculture) را می‌توان با بیانیه‌ای که توسط سازمان خواربار و کشاورزی ملل متحد ارائه شده است، اینگونه تعریف کرد: «کشاورزی حفاظتی (CA) یک سیستم کشاورزی است که می‌تواند از تلفات زمین‌های زراعی جلوگیری کند و در عین حال زمین‌های دگرگون‌شده را احیا کند. کمترین اختلال خاک را ترویج می‌کند. (یعنی کشت بدون خاک‌ورزی)، حفظ پوشش خاک دائمی، و تنوع گونه‌های گیاهی، تنوع زیستی و فرآیندهای زیست‌شناختی طبیعی در بالا و زیر سطح زمین را افزایش می‌دهد، که به افزایش راندمان استفاده از آب و مواد مغذی و بهبود و پایداری تولید محصول کمک می‌کند.»
کشاورزی طبق دایرةالمعارف استاندارد جدید «یکی از مهم‌ترین بخش‌ها در اقتصاد اکثر کشورها» است (New Standard 1992). در عین حال، حفاظت، استفاده از منابع به شیوه‌ای است که به‌طور ایمن منبعی را حفظ می‌کند که می‌تواند توسط انسان‌ها استفاده شود. حفاظت از محیط زیست حیاتی شده است، زیرا جمعیت جهان در طول سال‌ها افزایش یافته است و هر ساله مواد غذایی بیشتری باید تولید شود (استاندارد جدید ۱۹۹۲). گاهی به عنوان «مدیریت زیست‌محیطی کشاورزی» شناخته می‌شود، کشاورزی حفاظتی ممکن است از طریق برنامه‌های حفاظتی که از طریق قوانین کشاورزی ابلاغ شده است، مانند لایحه مزرعه ایالات متحده، تأمین مالی شود.